# Kapelle Klevenow

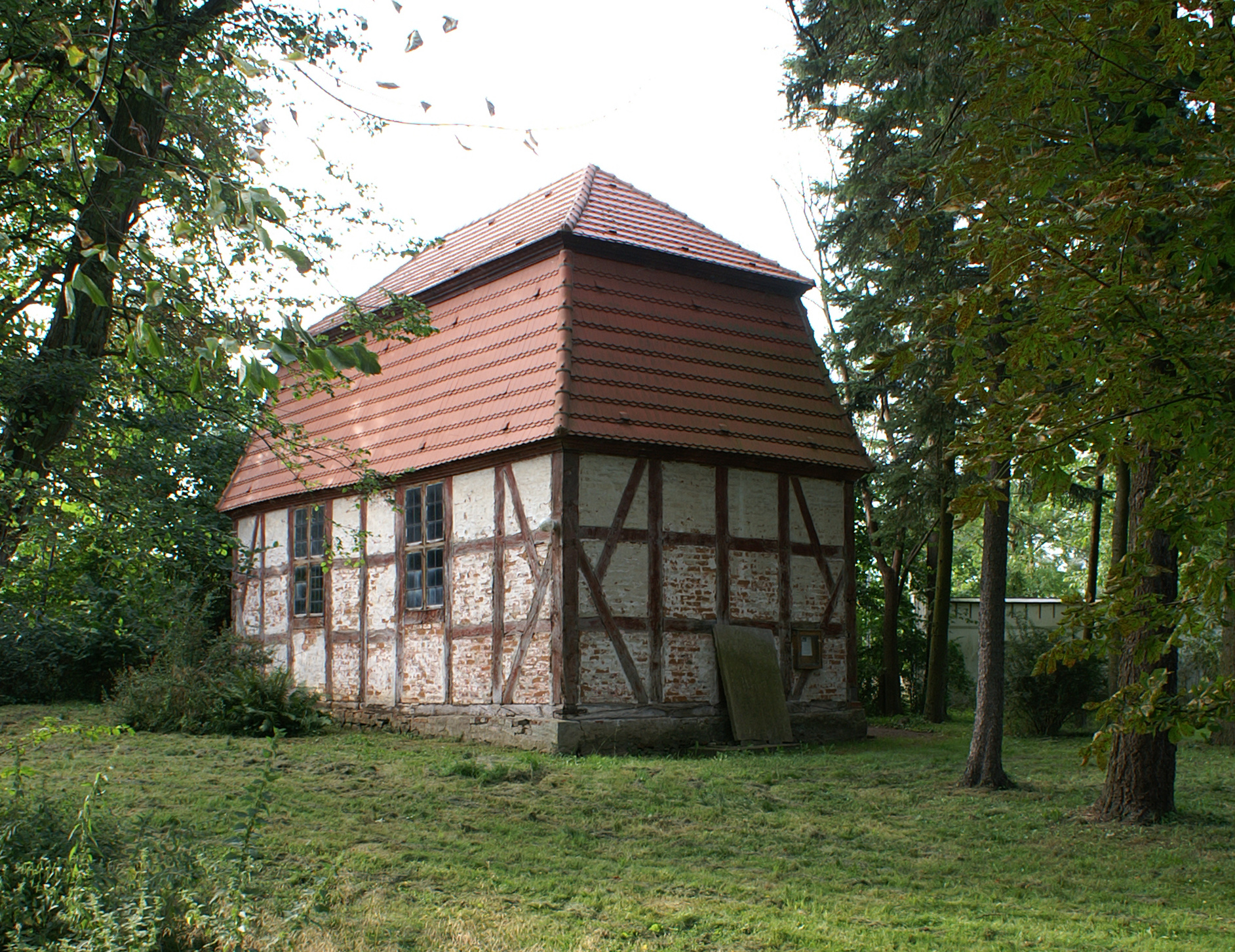
Kapelle Klevenow

Die Kapelle Klevenow ist ein Kirchengebäude des Pommerschen Evangelischen Kirchenkreises im Ortsteil Klevenow der Gemeinde Süderholz im Landkreis Vorpommern-Rügen. Die unter Denkmalschutz stehende ehemalige „Schlosskapelle“ gehört zum Evangelischen Pfarramt Grimmen.
Die Kapelle wurde auf einem Rest der Wallanlage von Burg Klevenow errichtet. Zur Bauzeit gibt es unterschiedliche Angaben, danach wurde das Gebäude entweder kurz nach 1650 oder 1730 errichtet.
Das Gebäude ist ein rechteckiger Saalbau in Fachwerkbauweise mit Mansarddach. Das Westportal befindet sich an einer kleinen Vorhalle. Im Inneren ist die Decke als Holztonne ausgeführt und mit Ranken und Engeln bemalt. Die Portalrahmung besitzt innen aufgelegte hölzerne Pilaster und einen mit Wappen bekrönten Giebel. Der Kanzelaltar stammt aus der Zeit um 1735. Der Kanzelkorb ist durch über Eck gestellte Kompositsäulen gerahmt. Er trägt die Wappen der Familien von Wakenitz und von Gühlen. In der Bekrönung befindet sich ein Schalldeckel mit Strebekrone. Zwei Schnitzfiguren stellen Maria und Johannes dar. Aus dem 18. Jahrhundert stammen Lesepult und Gestühl.
Das Dach wurde 1997 saniert und die Sanierung von Wänden und Fußboden erfolgte 2003. Wegen Qualitätsmängeln bei der Sanierung des Fachwerkholzes wurde 2015, gefördert durch die Deutsche Stiftung Denkmalschutz, mit einer erneuten Konservierung und Rekonstruktion von Fachwerk, Fenster und Böden begonnen.